# Krombeinius lerouxi
Krombeinius lerouxi är en stekelart som beskrevs av Jean-Yves Rasplus 1987. Krombeinius lerouxi ingår i släktet Krombeinius och familjen gropglanssteklar.
Artens utbredningsområde är:
- Kamerun.
- Elfenbenskusten.

Inga underarter finns listade i Catalogue of Life.